# Polymerurus magnus
Polymerurus magnus is een buikharige uit de familie Chaetonotidae. Het dier komt uit het geslacht Polymerurus. Polymerurus magnus werd in 1963 voor het eerst wetenschappelijk beschreven door Visvesvara. 